# (500005) 2011 QC5
(500005) 2011 QC5 es un asteroide perteneciente al cinturón exterior de asteroides, descubierto el 5 de diciembre de 2007 por el equipo del Mount Lemmon Survey desde el Observatorio del Monte Lemmon, Arizona, Estados Unidos.

## Designación y nombre
Designado provisionalmente como 2011 QC5.

## Características orbitales
2011 QC5 está situado a una distancia media del Sol de 3,228 ua, pudiendo alejarse hasta 3,648 ua y acercarse hasta 2,808 ua. Su excentricidad es 0,130 y la inclinación orbital 17,31 grados. Emplea 2118,71 días en completar una órbita alrededor del Sol.

## Características físicas
La magnitud absoluta de 2011 QC5 es 16,1.